# The Sun
«Сан» (англ. The Sun «Солнце») — британская  газета-таблоид, основанная в 1964 году. Тираж газеты по состоянию на июнь 2011 года составляет 2 806 746 экземпляров. Издаётся в Великобритании и Ирландии. В среднем в день газету читает около 7,7 млн человек, из них 56 % составляют мужчины и 44 % — женщины. Принадлежит медиахолдингу News Corporation.

## История
Газета «Сан» широко известна благодаря историям о жизни звёзд, в том числе скандальным и провокационным, а также об индустрии развлечений (истории и слухи о поп-музыке, телевизионных сериалах и т. п.).
На третьей странице газеты регулярно печатается фотография девушки-модели в возрасте от 18 до 27 лет топлес. Такой формат третьей страницы стал традиционной чертой газеты с 1970 года.
Газета уделяет большое внимание спортивной тематике, особенно футболу.
На второй странице газеты печатаются материалы о политике.
С 1978 по 2020 год была самой популярной газетой Великобритании, уступив это звание Daily Mail.
1 августа 2013 года официальный сайт газеты ввел платный доступ к своему контенту, для привлечения интереса за 30 млн. ф. с. были приобретены права на трансляцию в интернете и в мобильных телефонах матчей английской футбольной премьер-лиги. Подобную тактику Руперт Мёрдок использовал уже 20 лет для создания платного телевидения в Великобритании, Австралии и других странах. До этого сайт посещало 30 миллионов читателей в месяц, после введения платной версии, из них осталось только 225 тысяч. В связи с этим 30 ноября 2015 года сайт снова стал бесплатным..
С тех пор Sun находится в свободном падении: с 2011 по 2021 год выручка сократилась вдвое, прибыль от 80 до 100 млн. ф.с. в 2011 году к 2020 году обернулась убытками в 60 млн. Ежемесячная глобальная база посетителей сайта Sun составляла 133 млн в сентябре 2021 года, что было на 7 млн меньше прошлогоднего показателя, в то время как по состоянию на июль 2021 года сайт Mail Online посещало 183 млн. По итогам 2021 года Sun зафиксировала убыток в размере 51 млн ф. с. из-за пандемии COVID-19, переноса расходов на рекламу в Интернет и денежных затрат в 49 млн. ф.с. на прекращение судебных дел о взломе телефонов 15-летней давности (дело касалось и закрытой News of the World). Оборот газеты упал с 324 до 318,6 млн ф. с., потери доходов в печатной версии частично компенсировались цифровой рекламой и другие тамошними способами, включая ставки и игровые операции.

## Скандалы
11 февраля 2012 года британская полиция в результате проведённой операции «Эльведен» арестовала пятерых сотрудников газеты. Они подозреваются в незаконных способах сбора новостей, в том числе путём взяток и подкупа полицейских.
В 2019 году Английская Википедия признала издание ненадёжным источником.